# Referéndum de independencia de Nieves de 1998
Un referéndum de independencia tuvo lugar en Nieves el 10 de agosto de 1998. Aunque fuera respaldado por el 62 % de los electores, era necesario una mayoría de dos tercios para que el referéndum fuese exitoso. Si hubiera sido aprobado, Nieves se habría separado de la Federación de San Cristóbal y Nieves.

## Resultados
| Opción                              | Votos | %     |
| ----------------------------------- | ----- | ----- |
| A favor                             | 2 427 | 61,83 |
| En contra                           | 1 498 | 38,17 |
| Votos en blanco/nulos               | 10    | –     |
| Total                               | 3 935 | 100   |
| Electores registrados/participación | 6 785 | 57,99 |
| Fuente: Direct Democracy            |       |       |